# Defiance Mountain
Defiance Mountain är ett berg i Kanada.   Det ligger i provinsen British Columbia, i den sydvästra delen av landet, 3 700 km väster om huvudstaden Ottawa. Toppen på Defiance Mountain är 2 359 meter över havet.
Terrängen runt Defiance Mountain är huvudsakligen mycket bergig. Trakten runt Defiance Mountain är nära nog obefolkad, med mindre än två invånare per kvadratkilometer.. 
I omgivningarna runt Defiance Mountain växer i huvudsak barrskog.